# Новая Гоголёвка
Новая Гоголёвка — деревня в Тямшанской волости Псковского района Псковской области России.
Расположена на южной границе города Пскова, сливаясь с городскими микрорайонами Орлецы и Заручёвье.

## Население
| 2001 | 2002 | 2010 | 2016 |
| ---- | ---- | ---- | ---- |
| 40   | ↗68  | ↗101 | ↗134 |

## История
Деревня создана и наименована постановлением областного Собрания депутатов 9 сентября 1997 года (№ 413) До 2005 года деревня входила в состав Завеличенской волости.